# Friedrich Christian Gustav von Hombergk zu Vach
Friedrich Christian Gustav von Hombergk zu Vach (* 4. November 1791 in Wittgenstein; † 5. Februar 1858 in Darmstadt) war ein deutscher Jurist, Präsident des Großherzoglich Hessischen Hofgerichts der Provinz Starkenburg in Darmstadt und außerordentliches Mitglied des Großherzoglich Hessischen Staatsrats.

## Abstammung
Hombergk entstammte dem hessischen Bürgergeschlecht Hombergk. Einer seiner Vorfahren wurde vom Landgrafen Moritz von Hessen-Kassel 1596 mit dem Dorf Vach, dem heutigen Kleinvach, belehnt. Seither nannte sich dieser Zweig der Familie Hombergk zu Vach. Diese Linie der Familie erhielt 1718 den Reichsadel, der 1780 bestätigt wurde. Am 18. Juli 1825 wurde Friedrich von Hombergk zu Vach der Adel bestätigt und für das Großherzogtum Hessen erweitert. Die Familie stellte insbesondere Beamte und Gelehrte, aber auch Offiziere.

## Familie und Privates
Hombergk wurde als Sohn des Großherzoglich Hessischen Oberappellationsrats in Darmstadt, Christian Heinrich Wilhelm von Hombergk zu Vach, und seiner Ehefrau Henriette Wilhelmine Friederike, geb. Hinzpeter, geboren. Hombergk heiratete am 20. November 1819 in Darmstadt Johannette Sophie Lehr (1801–1824) und nach deren Tod in zweiter Ehe am 9. August 1825 ebenda Wilhelmine Friederike Henriette Luise Leopoldine Theodore von Grolmann (1802–1875). Aus erster Ehe stammt der Sohn Gustav Wilhelm Georg von Hombergk zu Vach, der später Oberstleutnant im Großherzoglich Hessischen Gendarmeriekorps wurde.
Hombergk übernahm den Fideikommiss Kleinvach bei Bad Sooden-Allendorf in sehr schlechtem Zustand, bewirtschaftete ihn aber sehr gut, so dass seine Söhne bei seinem Tod ein gut ausgebautes Rittergut übernehmen konnten.

## Leben

### Juristische Tätigkeit
1808 nahm Hombergk das Studium der Rechtswissenschaften an der Universität Gießen auf. Als Kandidat der Rechte wurde er 1811 zum Sekretariats-Akzessisten am Großherzoglich Hessischen Hofgericht Darmstadt bestellt, im Folgejahr dort Assessor und 1817 Hofgerichtsrat. 1818 wurde er einer der ersten Richter am neu geschaffenen Provisorischen Kassations- und Revisionsgerichtshof für die Provinz Rheinhessen, dem höchsten Gericht im Großherzogtum für den Teil seines Gebietes, die Provinz Rheinhessen, in der französisches Recht galt. Der Kassationsgerichtshof hatte seinen Sitz allerdings in Darmstadt. 1822 wurde Hombergk zusätzlich Ergänzungsrichter des Großherzoglich Hessischen Oberkriegsgerichts.
Von 1827 bis 1835 war er Obergerichtsrat beim Großherzoglich Hessischen Oberappellationsgericht und anschließend bis 1855 Direktor des Hofgerichts Darmstadt. Daneben übte er ab 1842 die Tätigkeit eines ordentlichen Mitglieds des Oberkriegsgerichts aus. Von dieser Tätigkeit wurde Hombergk 1855 auf eigenen Wunsch entbunden, als er zum Präsidenten des Hofgerichts Darmstadt befördert wurde.

### Politische Ämter
Im Jahr 1844 wurde er von Großherzog Ludwig II. Mitglied der Ersten Kammer der Landstände des Großherzogtums Hessen auf Lebenszeit bestellt und später auch von dessen Nachfolger Ludwig III. im Amt bestätigt. Entsprechend war er 1844 bis 1849 und 1856 bis 1858 Mitglied der ersten Kammer (aufgrund der Märzrevolution waren die Mitglieder der ersten Kammer 1849 bis 1856 gewählt).
Zudem übernahm er 1848 die Aufgaben des Zweiten Mitglieds der Direktion der Staatsschulden-Tilgungskasse.
Von 1850 bis zu seinem Tod gehörte Hombergk als außerordentliches Mitglied dem Staatsrat des Großherzogtums an.

## Orden und Auszeichnungen
- 26. Dezember 1842: Kommandeurkreuz II. Klasse des Großherzoglich Hessischen Ludwigsordens[26]
- vor 21. Januar 1843: Ritterkreuz des Kaiserlich Österreichischen Leopoldordens[27]
- 26. Dezember 1845: Charakter eines Geheimrats[28]
- 25. August 1857: Komturkreuz I. Klasse des Verdienstordens Philipps des Großmütigen[29]